# Amt Gemen-Weseke
Das Amt Gemen-Weseke war ein Amt im alten Kreis Borken in Nordrhein-Westfalen. Auf seinem Gebiet hatten zuvor die Ämter Gemen und Weseke bestanden. Im Rahmen der nordrhein-westfälischen Gebietsreform wurde das Amt zum 1. Juli 1969 aufgelöst.

## Vorgängerämter
Im Rahmen der Einführung der Landgemeindeordnung für die Provinz Westfalen wurde 1844 im alten Kreis Borken aus der Bürgermeisterei Gemen das Amt Gemen gebildet. Dem Amt gehörten die Titularstadt Gemen und die Gemeinde Kirchspiel Gemen (auch Außengemeinde Gemen genannt) an. Gleichzeitig wurde auch das Amt Weseke gebildet, das nur aus der Gemeinde Weseke bestand.

## Geschichte
Nachdem in Westfalen 1934 alle Einzelgemeindeämter aufgehoben worden waren, war die Gemeinde Weseke amtsfrei. Am 1. April 1937 wurde sie in das nunmehr Amt Gemen-Weseke genannte Amt Gemen eingegliedert. Das Amt Gemen-Weseke umfasste seitdem drei Gemeinden:
- Stadt Gemen (Titularstadt)
- Kirchspiel Gemen
- Weseke

Das Amt Gemen-Weseke wurde zum 1. Juli 1969 durch das Gesetz zur Neugliederung von Gemeinden des Landkreises Borken aufgelöst. Seine drei Gemeinden wurden Teil der neuen Stadt Borken, die Rechtsnachfolgerin des Amtes ist und seit 1975 zum neuen Kreis Borken gehört.

## Einwohnerentwicklung
| Jahr | Amt Gemen        | Amt Weseke | Quelle |
| ---- | ---------------- | ---------- | ------ |
| 1858 | 1671             | 1859       | [ 3 ]  |
| 1871 | 1610             | 1592       | [ 4 ]  |
| 1885 | 1739             | 1688       | [ 5 ]  |
| 1910 | 2023             | 1879       | [ 6 ]  |
|      | Amt Gemen-Weseke |            |        |
| 1939 | 4935             | 4935       | [ 7 ]  |
| 1950 | 6375             | 6375       | [ 8 ]  |
| 1969 | 7930             | 7930       | [ 8 ]  |